# 卡拉翁河
卡拉翁河（法語：Calavon，法語發音：[kalavɔ̃]），亦称库隆河（ [kulɔ̃]），是法國普罗旺斯-阿尔卑斯-蔚蓝海岸大区上普罗旺斯阿尔卑斯省与沃克吕兹省的河流，是迪朗斯河的右支流，河道全長86.9千米，流域面積1028平方千米，平均流量每秒1.17立方米，發源自巴农附近，河口處在迪朗斯河畔科蒙附近。

## 外部連結
- http://www.geoportail.fr（页面存档备份，存于）
- The Calavon at the Sandre database （页面存档备份，存于）